# Asparagus botschantzevii
Asparagus botschantzevii är en sparrisväxtart som beskrevs av Vlassova. Asparagus botschantzevii ingår i släktet sparrisar, och familjen sparrisväxter. Inga underarter finns listade i Catalogue of Life.